# Putnik-Deal
Als Putnik-Deal, Putnik-Affäre oder Operation Putnik bezeichnet man einen bekanntgewordenen Versuch der Partei PDS, ehemaliges SED-Vermögen ins Ausland zu verschieben, um es vor dem staatlichen Zugriff durch die Bundesrepublik zu sichern. Die Summe in Höhe von 107 Millionen D-Mark wurde dabei als Tilgung von fingierten Altschulden an die Moskauer Firma Putnik überwiesen.

## SED-Vermögen 1989/90
Nach Aufforderung durch die Volkskammer der DDR gab die SED/PDS ihr Barvermögen zum 31. Dezember 1989 mit 6,1 Mrd. DDR-Mark an. Dabei verschwieg man weitere Geldbestände auf ausländischen Konten. Zudem verfügte die Partei über enorme Vermögensreserven in Form von Betrieben und Immobilien. Deren Wert gab man mit 642 Millionen DM an, auch wenn der Wert von unabhängigen Quellen auf rund 10 Mrd. DM geschätzt wurde. Bereits im Dezember 1989 hatte sich die parteiinterne „Arbeitsgruppe zum Schutz des Vermögens der SED/PDS“ konstituiert. Diese organisierte die großzügige Vergabe von Spenden und Darlehen an Genossen, sowie die finanzielle Beteiligung an über 160 Firmen. Zur Klärung des Vermögensverbleibs wurden 1992 mehrere Hausdurchsuchungen in der Berliner Parteizentrale und weiteren Parteiräumen durchgeführt. Die unabhängige Untersuchungskommission des Bundestages konstatierte im Jahr 2006: „SED/PDS verfolgte eine Strategie der Vermögensverschleierung“.

## Putnik-Deal
Im Sommer 1990 beauftragte das Parteipräsidium den stellvertretenden Vorsitzenden Wolfgang Pohl und den Leiter des Bereichs Parteifinanzen Wolfgang Langnitschke mit der Transferierung von Parteivermögen ins Ausland. Der PDS-Kreisvorsitzende in Halle, Karlheinz Kaufmann, richtete hierfür diverse Konten ein. Mit Unterstützung der KPdSU sollte die Moskauer Firma Putnik der SED/PDS vermeintliche Altschulden in Höhe von insgesamt 107 Millionen DM in Rechnung stellen. So verlangte sie unter anderem für die Behandlung von Augenkrankheiten von Studenten aus der Dritten Welt rund zwölf Millionen DM. 25 Millionen sollte die Errichtung eines „Zentrums der Internationalen Arbeiterbewegung“ gekostet haben, weitere 70 Millionen die Ausbildung von rund 350 Studenten aus der Dritten Welt. Mit Hilfe der fingierten Mahnungen veranlasste die SED/PDS die Überweisung der genannten Beträge auf norwegische und niederländische Konten.

## Aufklärung des Putnik-Deals
Die beteiligten Banken schöpften jedoch Verdacht. Sie sperrten die Beträge und informierten das Bundeskriminalamt. Dieses leitete noch am 18. Oktober 1990 unverzüglich ein Untersuchungsverfahren ein und durchsuchte die PDS-Zentrale. Am nächsten Tag flog Gregor Gysi nach Moskau. Im Abschlussbericht der Untersuchungskommission heißt es, er habe dort versucht, die KPdSU „zur Aufrechterhaltung der Legende hinsichtlich bestehender Altforderungen zu bewegen“. Da diese sich jedoch um ihre Reputation sorgte, beschlossen er, Ehrenvorsitzender Hans Modrow und Parteivize André Brie, dass Pohl und Langnitschke die Verantwortung für den Putnik-Deal übernehmen sollten. Während ersterer zustimmte, lehnte Langnitschke jegliche Verantwortung ab, da er im Auftrag der Partei gehandelt habe. Das Landgericht Berlin sprach 1993 beide frei, da sie ohne persönliche Bereicherung im Auftrag der PDS operiert hatten. Im Untersuchungsausschuss gab Langnitschke umfassende Auskünfte über die versuchte Transaktion, wohingegen Bisky, Brie und Gysi die Aussage verweigerten. Später konnte sich Langnitschke nicht mehr zu den Vorfällen äußern, da er bei einem Verkehrsunfall 1998 in Lugano ums Leben kam. In der UdSSR wurde ein Prozess gegen die Firma Putnik begonnen.
Die Vorgänge führten zu weiteren Massenaustritten aus der PDS, die sich schon nach der Umbenennung der SED im Winter 1989/90 mit dem Verlust des größten Teils der ehemaligen Mitglieder konfrontiert sah. Für die Partei bedeutete die Aufklärung der Transaktionen auch einen immensen politischen und Image-Schaden.

## Weitere Transaktionen
Der Abschlussbericht der UKVP verzeichnet diverse weitere Zahlungen dieser Art. Dabei wurden auch Zahlungen auf den 31. Mai 1990 zurückdatiert, da das Parteivermögen nach Beschluss der Volkskammer ab Juni unter Treuhand-Verwaltung stand. Erst im Sommer 1991 beschlagnahmte die Treuhandanstalt alle Parteikonten und stürzte die PDS damit in existenzielle finanzielle Probleme. Dennoch flog 1993 ein weiterer versuchter Millionentransfer auf. So hatte die PDS versucht, 15,3 Millionen DM für linke Parteien im Ausland nach Luxemburg zu überweisen. Statt der gesetzlichen Pflicht zur Aufklärung nachzukommen, versuchte man durch Vorspielen falscher Tatsachen den Eindruck einer regulären Zahlung für politische Zwecke zu erwecken. Im Juli 1995 beendete ein Vergleich zwischen der PDS, der Untersuchungskommission und der Bundesanstalt für vereinigungsbedingte Sonderaufgaben (BVS) die weitere Zurückforderung des verschleppten SED-Vermögens. Im Gegenzug musste die PDS auf ihr noch vorhandenes Altvermögen in Höhe von rund 1,8 Mrd. DM verzichten. Zudem konnte die Untersuchungskommission Vermögen in Höhe von rund 1,16 Milliarden Euro sicherstellen. Dennoch ist der Verbleib eines Teils des SED-Vermögens bis heute ungeklärt.